# ヨースケ@HOME
ヨースケ@HOME（ヨースケアットホーム、本名：宮内 陽輔（みやうち ようすけ）、1982年6月16日 - 2019年6月20日）は、神奈川県・横浜市出身のシンガーソングライターである。

## 略歴
元ミュージシャンの父を持ち、中学生の頃からギター・作曲等を行う。
2004年 映画化された『69 sixty nine』に白井役で出演。
2007年5月 TOKYO FM『SCHOOL OF LOCK!』の中で「そしたら僕は旅にでかけよう」という曲が紹介された。その年の夏、番組と毎日連動しながら東京〜沖縄までを自転車で旅しながら各地で路上ライブを行い、2008年2月13日「＠HOME」でCDデビュー。
2008年7月9日  MILESTONE CROWDSより「パノラマ」でメジャー・デビュー。ap bank fes、SETSTOCK、SUMMER SONIC 、サンセットライブ等の9公演、夏フェス出演を果たす。10月から翌2009年10月までFM北海道 レギュラー番組「ヨースケ＠HOMEのSMILEY MONDAY」でDJを務める。11月19日  2ndシングル「空をみてた」をリリース、30日より、全国6大都市初ワンマンツアー「welcome HOME TOUR」を行う。
2009年4月29日  3rdシングル「Stay Gold」をリリース。6月10日  RIP SLYMEのアルバム『JOURNEY』に収録されている「ヒッチハイクガール」に作曲で参加。7月17日 「ひまわり」を配信限定でリリース。10月21日  GAKU-MC、ナイス橋本らと作った「今日からみんなともだち」をタワーレコード限定でリリース。
2010年10月1日〜12月31日  FMヨコハマ開局25周年記念プログラム『ラジオ＠HOME』でDJを務める。
2011年2月9日  HALCALIのアルバム『TOKYO CONNECTION』に収録されている「ギリチョコ」にプロデュースと作詞・作曲で参加。8月、KAN / ジョン・B / 菅原龍平らとCabrellsを結成。同年秋に全国4箇所を回るツアーを行う。10月26日　Cabrells「Chu Chu Chu」と ヨースケ＠HOME『Everyday Songs』をリリース。
2012年4月、カフェライブツアー "a cup of songs" 開催。
2019年6月20日　急性心不全により死去。37歳没。

## 人物
趣味は、サーフィン・スケボー・自転車・泳ぐこと。ブルースが好き。
ハワイへの留学経験や、単身アメリカを旅していたことがあり、英会話が得意。
歌手で元サッカー選手の石田ミホコと、漫画家の日暮キノコは高校時代の同級生。

## ディスコグラフィー

### シングル
|     | 発売日         | タイトル   | 規格   | 規格品番  | 順位  |
| --- | -------------- | ---------- | ------ | --------- | ----- |
| 1st | 2008年7月9日   | パノラマ   | 12cmCD | UMCC-5003 | 120位 |
| 2nd | 2008年11月19日 | 空をみてた | 12cmCD | UMCC-5005 |       |
| 3rd | 2009年4月29日  | Stay Gold  | 12cmCD | UMCC-5010 |       |

### アルバム
|          | 発売日        | タイトル | 規格品番   | 順位  |
| -------- | ------------- | -------- | ---------- | ----- |
| 1st mini | 2008年2月13日 | @HOME    | POCS-26001 | 238位 |
| 1st      | 2015年3月4日  | CIRCLE   | DQC-1465   |       |

### 参加作品
|                                  | 発売日         | タイトル                                      | 収録作品                     | 規格   | 備考                                                                                                  |
| -------------------------------- | -------------- | --------------------------------------------- | ---------------------------- | ------ | --- |
| RIP SLYME                        | 2006年1月25日  | Hot chocolate                                 | 「Hot chocolate」            | 12cmCD | コーラスアレンジメントアシストで参加。                                                                |
| RIP SLYME                        | 2006年11月29日 | Hot chocolate                                 | 『EPOCH』                    | 12cmCD | コーラスアレンジメントアシストで参加。                                                                |
| RIP SLYME                        | 2009年6月10日  | ヒッチハイクガール                            | 『JOURNEY』                  | 12cmCD | 作曲で参加。                                                                                          |
| GAKU-MC×ナイス橋本×ヨースケ@HOME | 2009年10月21日 | 今日からみんなともだち ～NO MUSIC, NO LIFE.～ | 『NO MUSIC, NO LIFE. SONGS』 | 12cmCD | タワーレコード限定販売。                                                                              |
| GAKU-MC                          | 2009年10月21日 | I hope you like it                            | 『世界が明日も続くなら』     | 12cmCD | ハーモニカで参加。                                                                                    |
| HALCALI                          | 2011年2月9日   | ギリチョコ                                    | 『TOKYO CONNECTION』         | 12cmCD | プロデュース・作詞・作曲で参加。                                                                      |
| PES                              | 2012年9月12日  | あなた                                        | 『素敵なこと』               | 12cmCD | 共編曲・ギター・コーラスで参加。                                                                      |
| 柴咲コウ                         | 2012年12月12日 | you & me                                      | 『リリカル*ワンダー』        | 12cmCD | 作曲で参加。                                                                                          |
| GAKU-MC                          | 2013年5月1日   | Camp Music feat. ヨースケ@HOME                | 『ALL YOU NEED IS RAP』      | 12cmCD | |
| LITTLE                           | 2014年2月12日  | おれたちのイマジン feat. 浜崎貴司             | 『アカリタイトル1』          | 12cmCD | 作曲・プロデュースで参加。                                                                            |
| アスタラビスタ                   | 2014年3月26日  | ヤバスタ                                      | 『ヤバスタ』                 | 12cmCD | プロデュースで参加。                                                                                  |
| アスタラビスタ                   | 2014年3月26日  | 嫁ぎーニョ                                    | 『ヤバスタ』                 | 12cmCD | プロデュースで参加。                                                                                  |
| アスタラビスタ                   | 2014年3月26日  | ドスタ                                        | 『ヤバスタ』                 | 12cmCD | プロデュースで参加。                                                                                  |
| 小さな恋のうたバンド             | 2019年5月22日  | 小さな恋のうた                                | 『小さな恋のうた』           | 12cmCD | プロデュースで参加（宮内陽輔名義）。 全曲、映画の劇中バンドによるMONGOL800のカバー。 劇中音楽も担当。 |
| 小さな恋のうたバンド             | 2019年5月22日  | あなたに                                      | 『小さな恋のうた』           | 12cmCD | プロデュースで参加（宮内陽輔名義）。 全曲、映画の劇中バンドによるMONGOL800のカバー。 劇中音楽も担当。 |
| 小さな恋のうたバンド             | 2019年5月22日  | DON'T WORRY BE HAPPY                          | 『小さな恋のうた』           | 12cmCD | プロデュースで参加（宮内陽輔名義）。 全曲、映画の劇中バンドによるMONGOL800のカバー。 劇中音楽も担当。 |
| 小さな恋のうたバンド             | 2019年5月22日  | SAYONARA DOLL                                 | 『小さな恋のうた』           | 12cmCD | プロデュースで参加（宮内陽輔名義）。 全曲、映画の劇中バンドによるMONGOL800のカバー。 劇中音楽も担当。 |

### 配信楽曲
- 2009年7月17日 「ひまわり」

## ミュージックビデオ
| 監督   | 曲名                         |
| 高木聡 | 「Stay Gold」 「空をみてた」 |
| 牧鉄馬 | 「パノラマ」                 |

## 映画
- 69 sixty nine（2004年） 白井役

## ラジオ
- FMヨコハマ開局25周年記念プログラム『ラジオ＠HOME』DJ
- ヨースケ@HOMEのSMILY MONDAY（エフエム北海道）

## タイアップ
| 楽曲         | タイアップ                                     |
| ------------ | ---------------------------------------------- |
| パノラマ     | SPACE SHOWER TV2008年7月度POWER PUSH           |
| トコナッツ   | 内川聖一登場曲                                 |
| ひまわり     | セイコーマート「北海道牛乳ソフト」TV CM曲      |
| キミ to ボク | 『second hand』（清水圭監督作品） エンディング |

## 主なライブ
- 2005年10月22日 - MINAMI WHEEL 2005
- 2008年07月21日 - ap bank fes '08
- 2008年07月27日 - SETSTOCK'08
- 2008年08月09日 - SUMMER SONIC 2008
- 2008年08月17日 - TREASURE05X 2008 ～screaming triangle 2nd day～
- 2008年11月01日 - MINAMI WHEEL 2008
- 2009年07月20日 - ap bank fes '09
- 2009年07月26日 - SETSTOCK'09
- 2009年11月01日 - MINAMI WHEEL 2009
- 2009年11月05日・09日 - ラッキーラクーンナイト
- 2009年11月30日〜12月10日 - 世界は明日も続くのか!?～GAKU-MCとナイス橋本&ヨースケ@HOMEのともだち～
- 2009年12月11日 - 世界が明日も続くのか!? ～ともだち呼んでスペシャルワンマン～
- 2011年07月14日 - 音霊 OTODAMA SEA STUDIO 2011 「FEEL THE EARTH～波人の集い～」
- 2011年07月15日 - 音霊 OTODAMA SEA STUDIO 2011「FEEL THE EARTH～自然と遊ぼう!!!僕らの夏スペシャル!!!～」
- 2011年08月06日 - 音霊 OTODAMA SEA STUDIO 2011「塩でかぶれる男子会」
- 2012年11月20日 - こんな夜は何が起きても不思議じゃない。
- 2014年09月28日 - JAPAN FOLK FESTIVAL 2014